# Edward Battell
Edward Battell vagy Battel (születési illetve halálozási helye és ideje ismeretlen) brit kerékpárversenyző. Részt vett az 1896. évi nyári olimpiai játékokon Athénban.
Battell a 333 méteres, a 100 kilométeres és az országúti kerékpáros versenyeken vett részt. Legjobb eredményét az országúti számban, a mezőnyversenyben érte el. Ez egy 87 km-es futam volt Athéntól Marathónig és vissza, ebben a számban a harmadik helyet szerezte meg. A 333 méteres számban 26,2 másodperces eredménnyel a negyedik helyen ért célba. A 100 km-es versenyen a kilenc induló közül ő abba a hétbe tartozott, akik nem fejezték be a versenyt.